# Eurydice akiyamai
Eurydice akiyamai är en kräftdjursart som beskrevs av Nunomura 1981. Eurydice akiyamai ingår i släktet Eurydice och familjen Cirolanidae. Inga underarter finns listade i Catalogue of Life.